# Anexechona ancorata
Anexechona ancorata är en mossdjursart som beskrevs av Osburn 1950. Anexechona ancorata ingår i släktet Anexechona och familjen Exechonellidae. Inga underarter finns listade i Catalogue of Life.